# Вейке, Фердинанд Йоханнесович
Фердинанд Йоханнесович Вейке (эст. Ferdinand Veike; 13 ноября 1924, Вырумаа, Ляэне-Вирумаа или Кюти — 14 августа 2015) — эстонский советский режиссёр и актёр-кукловод. Народный артист Эстонской ССР. Лауреат Премии заслуженный деятель культуры Таллина.

## Биография
Учился в начальной школе в Виру-Яагупи (1932—1938), в школе Йыхви (1938—1941), в гимназии в Раквере (1940—1941), Таллинской театральной школе (1942—1946), Ленинградском театральном институте имени А. Н. Островского (1950—1951).
С 1940 по 1947 годах работал в Государственном молодёжном театре, в 1948—1952 годах — актёр Таллинского государственного драматического театра и одновременно танцевал в театре «Эстония».
Создатель (1952) и художественный руководитель (1952—1980) Эстонского государственного кукольного и молодёжного театра (NUKU).

## Память
На улице Лай в Таллине установлена мемориальная доска Ф. Вейке (скульптор Тауно Кангро).
Похоронен на Кладбище Пярнамяэ.